# Piazza Tolomei
Piazza Tolomei è una delle principali piazze di Siena, in Toscana.
La piazza si apre di fronte all'antico palazzo nobiliare della famiglia Tolomei, da cui prende il nome, sul lato orientale della strada dei Banchi di Sopra.

## Storia
Piazza Tolomei si sviluppa a partire da quella che in età medievale era conosciuta come platea Sancti Christophori, un'area di grande importanza pubblica sin dal XII secolo. Originariamente, questa piazza si trovava in un contesto differente rispetto all'attuale, sia per conformazione altimetrica sia per assetto urbanistico, come testimoniano ritrovamenti archeologici di una torre preesistente risalente a prima del Duecento, e per la lunga estensione della chiesa di San Cristoforo, che si prolungava verso il centro della piazza per circa 5 metri.
Nel Medioevo, la piazza svolgeva un ruolo centrale nella vita civica e politica di Siena. Era il luogo in cui si stipulavano gli atti di sottomissione della nobiltà locale alla città comunale, spesso in presenza di autorità ecclesiastiche e civili, durante le riunioni del parlamentum o "concione", simbolo di partecipazione democratica. La piazza ospitava la chiesa di San Cristoforo, dedicata al protettore dei viaggiatori, e un ospizio.
Nel XIII secolo, con l'edificazione del palazzo Tolomei, l'area perse parte della sua funzione pubblica. Il palazzo, simbolo della potente famiglia di banchieri e mercanti, divenne un elemento dominante del contesto urbano. Il palazzo fu distrutto nel 1267 dai ghibellini a causa del loro sostegno guelfo. I Tolomei si rifugiarono a Radicofani, per poi tornare a Siena nel 1270, ricostruendo e restaurando il loro palazzo, che fu poi danneggiato da un incendio nel 1277.
La trasformazione più consistente risale a dopo il 1798, quando la città venne gravemente danneggiata da un terremoto, e la chiesa di San Cristoforo, in buona parte crollata, fu ridotta di lunghezza, permettendo l'apertura di uno spazio maggiore nella piazza.

## Edifici e monumenti
Chiesa di San Cristoforo
La chiesa di San Cristoforo, con pianta a croce latina dell'XI-XII secolo, fu sede in passato delle principali istituzioni comunali e per un periodo anche del Consiglio Generale della Repubblica di Siena. Fu qui che nel 1260 i Senesi decisero di muovere battaglia ai Fiorentini, combattendo e vincendo la battaglia di Montaperti. Dopo vari rimaneggiamenti, incluso un crollo a causa del terremoto del 1798 che ridusse la lunghezza della chiesa, e restauri nel XX secolo, presenta una facciata neoclassica e un interno con opere di pregio, come affreschi di Girolamo del Pacchia e sculture di Giovanni Antonio Mazzuoli.

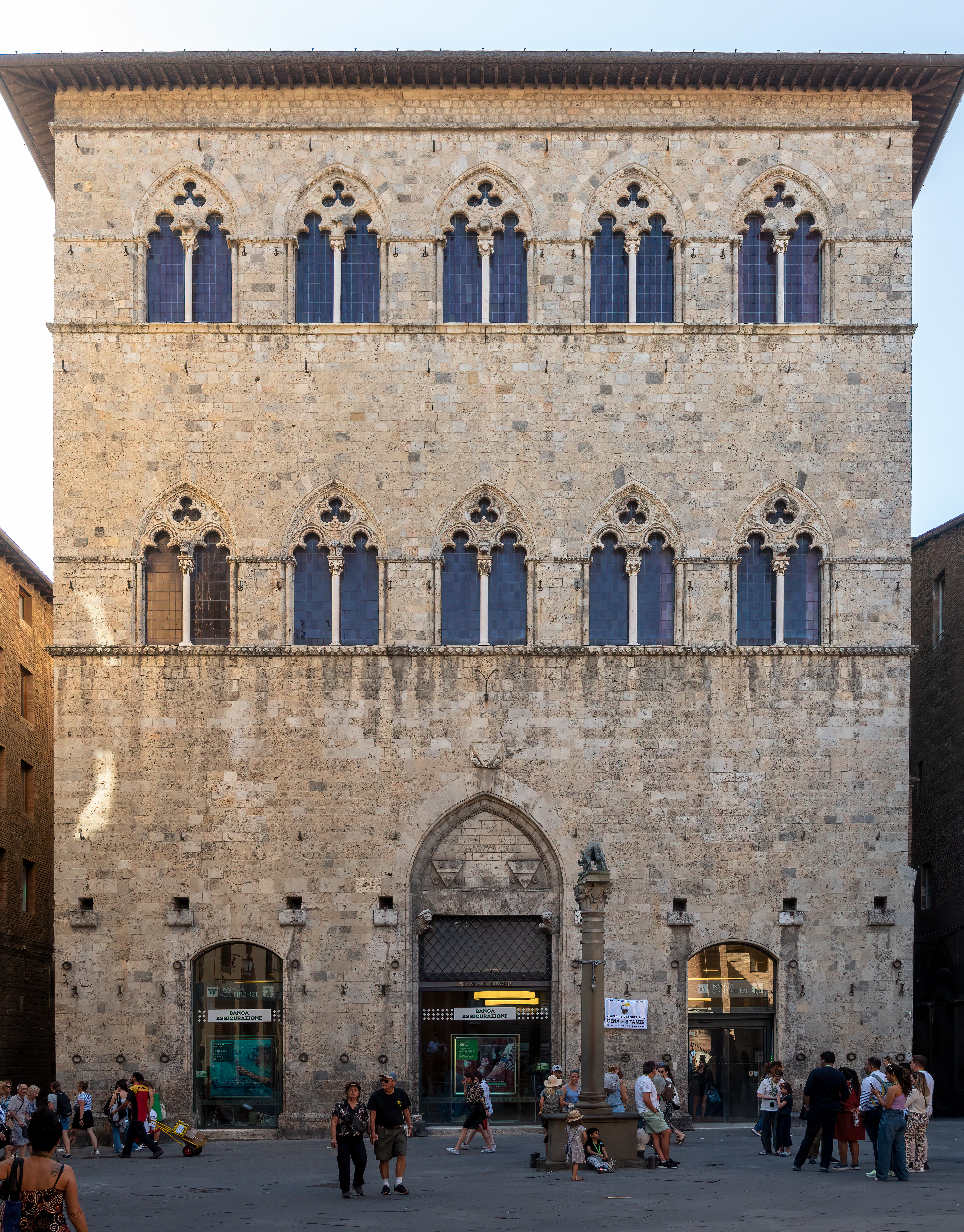
Palazzo Tolomei
Costruito prima del 1205, è il più antico palazzo privato ancora esistente a Siena, testimonianza della potenza della famiglia di banchieri e mercanti dei Tolomei fin dal XIII secolo. Il palazzo fu danneggiato da un incendio nel 1267 e successivamente ricostruito tra il 1270 e il 1275, con gli ultimi interventi e restauri nel 1971. La facciata in pietra grigia presenta uno stile duecentesco con bifore e archetti acuti. Il palazzo ospita la sede della Cassa di Risparmio di Firenze.
Palazzo Palmieri
Posto di fianco alla chiesa, nel punto in cui ha inizio la via del Moro, si tratta di una palazzo nobiliare risalente al 1557 e progettato dall'architetto Giovanni Sallustio Peruzzi. L'edificio contiene un affresco del Sodoma. Sulla facciata è collocato lo stemma gentilizio e un'iscrizione che recita: «A IOHANNE PALMERIO AMPLISS EQUITE ET CLA RISS IURE CONS GRAVISS CIVE INCOHATUM OPUS SCIPIO F OBSERVANIDISS LONGE AUXIT ELICISSIMEQ ABSOLVIT MDLXXVII».
Palazzo Bandini
Già palazzo Marescotti-Tolomei, l'edificio risale al XIV secolo, ma ha subito rifacimenti in epoca rinascimentale e barocca, fino a un completo restauro nel 1927 per opera di Bettino Marchetti. Presenta una facciata intonacata decorata a bugnato e ha ospitato in passato il Banco di Roma e poi la Banca Toscana. Dal 2014 è sede di una filiale della Banca Monte dei Paschi di Siena.
Colonna della Lupa
Colonna che sorregge la Lupa senese, si tratta di una scultura del 1620 in stagno di Domenico Arrighetti, detto il Cavedone.

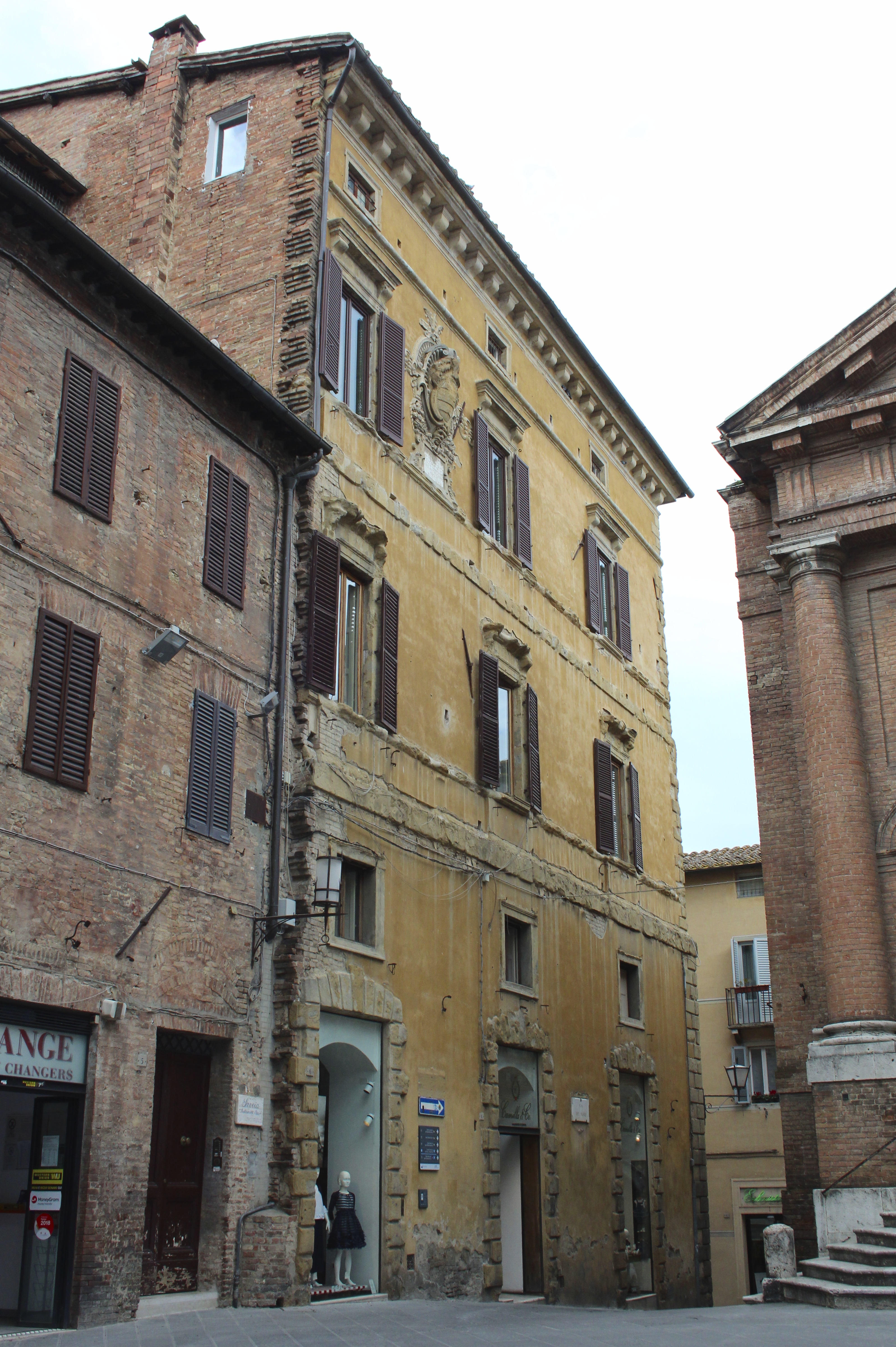
Palazzo Palmieri
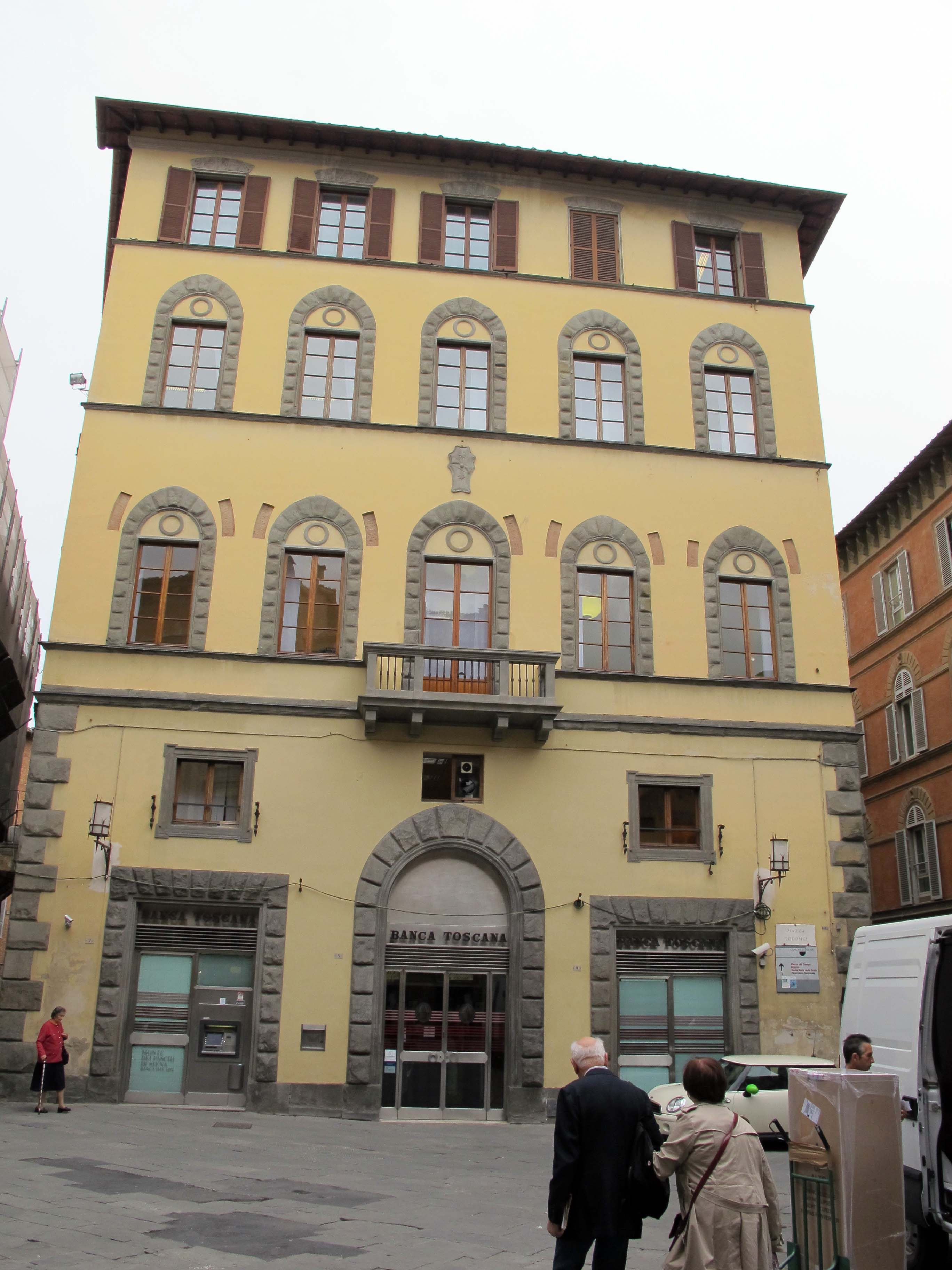
Palazzo Bandini già Marescotti-Tolomei
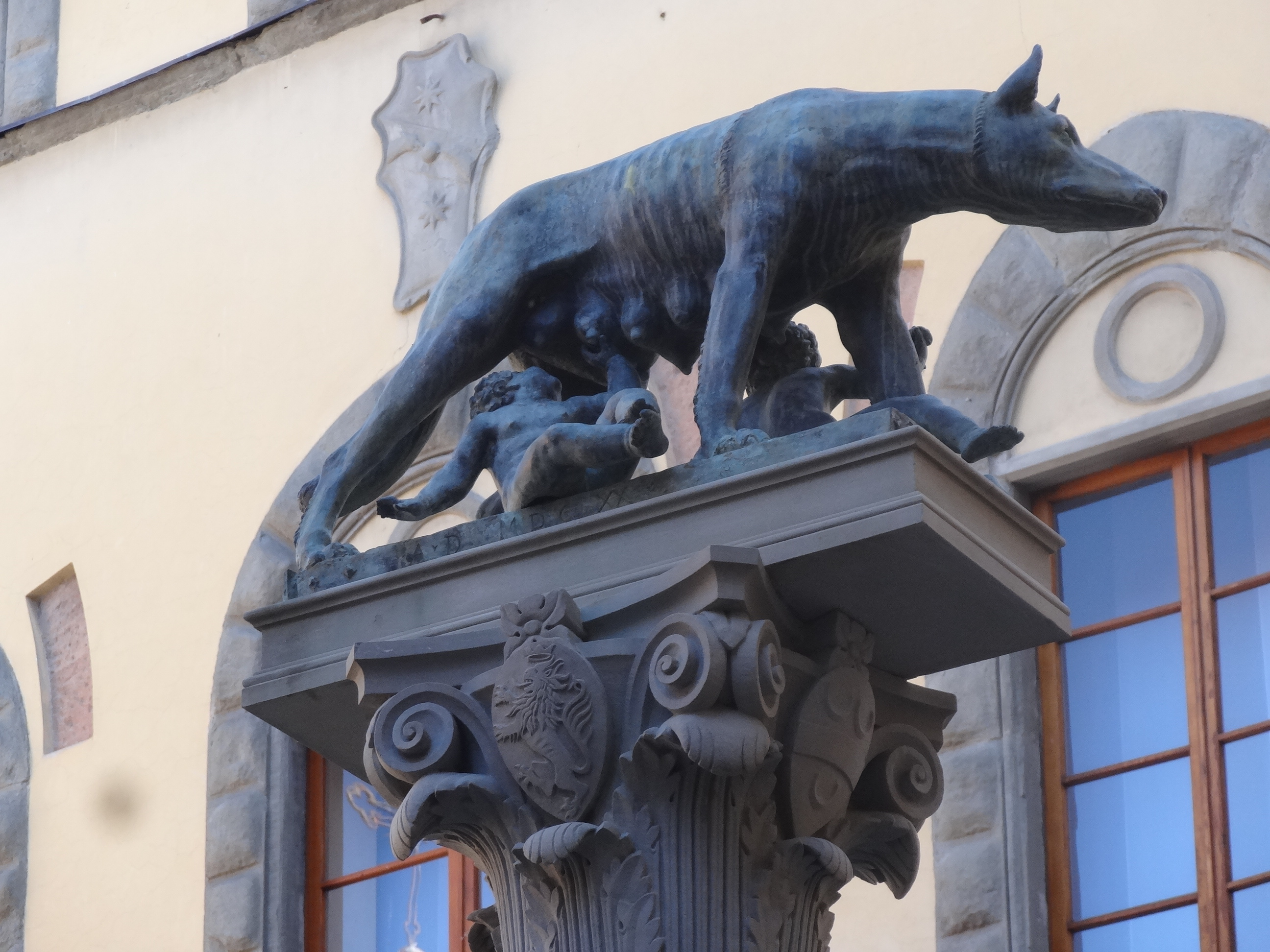
La lupa